# 利德爾綜合症
李德爾氏綜合徵(Liddle's syndrome、假性醛固酮增多症)是常染色体顯性遺傳(Dominance (genetics))疾病、特徵在於早期頻繁嚴重的高血壓，以及與低血漿腎素活性、代謝性鹼中毒(metabolic alkalosis)、低鉀血症、及垂直相關於低醛固酮水平。
李德爾氏綜合徵涉及腎功能異常、腎小管的鉀損失及鈉的過量吸收、與低鈉飲食及保鉀利尿藥(例如，阿米洛利(amiloride))的組合治療。李德爾氏綜合徵是非常罕見的，2008年在全球報告中只有不到30個家系或獨立病案被發現。

## 病因
這種綜合徵是由於在16p13-P12位點的遺傳變異所引起的上皮鈉離子通道(ENaC(Epithelial sodium channel))失調。這些通道在某些細胞表面上被發現，在腎臟、肺及汗腺等被發現的這些細胞稱為"上皮細胞"(epithelial cell)。所述的通道輸送鈉進入細胞。突變改變通道中的一個領域，以便它不再由泛素蛋白酶体系統來正確地降解。

李德爾氏綜合徵是一種常染色體顯性遺傳的繼承方式。

## 症狀和病徵
兒童的利德爾綜合徵通常無症狀。該綜合徵的第一個跡象往往是在高血壓例行體檢時偶然會發現。因為該綜合徵是罕見的，它只能由患有高血壓的小孩子對高血壓藥劑的治療無反應後由治療醫師來判定。

## 診斷
評估兒科高血壓患者通常涉及血液電解質及醛固酮水平、以及其他測試的分析。

## 治療
該治療是以低鈉(低鹽)飲食及保鉀利尿劑(Potassium-sparing diuretic)直接阻斷鈉通道。保鉀利尿劑在這治療目的上是有效用的，系列藥劑包括阿米洛利(amiloride)及氨苯蝶啶(triamterene)；不過螺內酯(spironolactone)是有沒效的，因為它的作用是通過調節醛固酮、而李德爾氏綜合徵對於這種調節作用並沒有回應。

## 命名
李德爾氏綜合徵以"格蘭特·李德爾"(Grant Liddle、1921年至1989年)博士命名之，他是一位任教於范德堡大学的美國內分泌學前驅。在1963年李德爾博士發現此綜合徵。

## 外部連結
- PseudoaldosteronismNIH訂定的罕见病。